# Charles Baudiot
Pour les articles homonymes, voir Baudiot.
Charles-Nicolas Baudiot, né le 29 mars 1773 à Nancy et mort le 26 septembre 1849 à Paris, est un violoncelliste français.

## Biographie
Baudiot reçut des leçons de Jean-Baptiste Janson l’aîné, et succéda à son maître comme professeur au Conservatoire de Paris, en 1802. Peu de temps après son entrée dans cette école, il fut chargé de faire avec Jean-Henri Levasseur une méthode de violoncelle qui fut rédigée par Pierre Baillot.
Baudiot, qui avait un emploi au ministère des finances, fut du nombre des professeurs qui conservèrent leurs places au Conservatoire, lorsque cet établissement fut réorganisé, en 1816, sous le nom d’école royale de musique, et il y joignit le titre de premier violoncelle de la chapelle du roi. En 1822, il demanda et obtint sa retraite de professeur du Conservatoire avec une pension pour ses anciens services. Depuis lors, il fit plusieurs voyages en France pour y donner des concerts avant de mourir à l’âge de soixante-seize ans.
Il est inhumé au cimetière du Père-Lachaise (17e division).

## Compositions
- Deux concertos pour le violoncelle ; Paris, Frey ;
- Deux concertinos pour le même instrument, œuvres 19e et 20e ; Paris, Pleyel ;
- Trio pour violon, alto et violoncelle, op. 3; Ibid. ;
- Deux œuvres de duos pour deux violoncelles, op. 5 et 7; Ibid. ;
- Pot-pourri pour violoncelle, avec accompagnement de quatuor ; Paris, Frey ;
- Trois fantaisies pour violoncelle avec accompagnement de piano, op. 12; Paris, Pleyel ;
- Trois, idem, op. 20; Ibid. ;
- Trois nocturnes pour violoncelle et harpe ; Paris, Pacini ;
- Deux œuvres de sonates pour violoncelle avec accompagnement de basse ; Paris, Pleyel et Naderman ;
- Des trios pour piano, violoncelle et cor, et pour piano, harpe et violoncelle ;
- Des thèmes variés pour violoncelle et piano ;
- Trois duos d’une difficulté progressive pour violoncelle et piano sur des thèmes de Rossini et d’Auber, op. 31 ;
- Méthode de violoncelle pour l’usage du Conservatoire, avec Levasseur et Baillot ; Paris, Brandus ;
- Méthode complète de violoncelle, op. 25 ;
- Instruction pour les compositeurs, ou Notions sur le mécanisme et doigter du violoncelle et la manière d’écrire pour cet instrument ; Paris, Richaut ;
- Beaucoup de morceaux arrangés d’après Lafont et de Bériot, pour le violoncelle.

## Sources
- François-Joseph Fétis, Arthur Pougin, Biographie universelle des musiciens et bibliographie générale de la musique, Paris, Firmin-Didot, t. 2, 1866, p. 274-5.